# Le Scandale
Le Scandale (conocida en español como Champaña por un asesino en España y Burbujas de terror en Argentina y México) es una película de misterio y suspenso francesa de 1967 basada en una historia de William Benjamin, dirigida por Claude Chabrol y protagonizada por Anthony Perkins. Fue la primera de dos películas que Chabrol hizo con Perkins, quien es más famoso por su papel en Psicosis, dirigida por Alfred Hitchcock, un director a quien Chabrol admiraba.
Por su papel en la película, Maurice Ronet ganó el premio a Mejor Actor en el Festival Internacional de Cine de San Sebastián.

## Argumento
Llevando a una prostituta a un parque después de beber, Paul Wagner es atacado por atacantes desconocidos, quienes lo dejan con una herida grave en la cabeza y estrangulan a la prostituta. Incapaz de administrar el negocio de champán de su familia, Christine Belling y su asistente Jacqueline lo administran para él. Christine intenta aprovecharse de Paul vendiendo la empresa, pero él se niega a firmar. En un viaje de negocios a Hamburgo con el marido de Christine, Christopher (Perkins), se emborracha y va a un parque con una prostituta, a la que encuentran estrangulada por la mañana. Al ir con Christopher a la fiesta de una artista promiscua, Paul vuelve a emborracharse y la encuentran estrangulada por la mañana.
Aterrorizado de que pueda estar asesinando a mujeres jóvenes después de beber, Paul busca la ayuda de Christine mientras Christopher se encuentra lejos. Ella se aprovecha de Paul al hacer que ceda sus derechos en la empresa. Se va a casa abatido y por la mañana encuentran a Christine estrangulada. Christopher, que ahora es dueño del negocio, aparece con una llamativa rubia, a quien Paul recuerda haber visto en Hamburgo y en la fiesta de la artista. Es Jacqueline, sin la peluca oscura y el maquillaje pálido que usaba para ir a trabajar, quien es la amante de Christopher y ha realizado los últimos tres estrangulamientos. Saca un arma y la película termina mientras los tres pelean por el arma.

## Reparto
- Anthony Perkins como Christopher.
- Maurice Ronet como Paul.
- Yvonne Furneaux como Christine.
- Stéphane Audran como Jacqueline.
- Annie Vidal como Rubia.
- Henry Jones como el Sr. Clarke.
- Catherine Sola como Denise.
- George Skaff como el Sr. Pfeiffer.
- Christa Lang como Paula.
- Marie-Ange Aniès como Michele.
- Suzanne Lloyd como Evelyn.

## Producción
Le Scandale fue la primera película de Chabrol con actores de habla inglesa. Filmó cada escena tanto en inglés como en francés; gran parte del diálogo en inglés fue pronunciado fonéticamente por los actores franceses y luego doblado al inglés.
La película se rodó en formato Techniscope.

## Recepción
En una reseña del The New York Times, el crítico Vincent Canby escribió: «El Sr. Chabrol ... ha hecho una película que tiene la forma y la estructura de un misterio de asesinato, pero que es, esencialmente, un drama social divertido y sardónico».

## Lanzamiento
La película no se estrenó en VHS en los Estados Unidos. En febrero de 2018, Umbrella Entertainment lanzó un DVD en francés, que contiene la versión de 105 minutos. En julio de 2019, Kino Lorber lanzó las versiones en DVD y Blu-ray en los Estados Unidos y Canadá. La versión Blu-ray contiene la versión en inglés de 98 minutos en lugar de la versión en francés de 105 minutos, y vino con el DTS-HD 2.0 Master Audio y Trailers from Hell.